# Saint-Martin-de-Commune
Saint-Martin-de-Commune is een gemeente in het Franse departement Saône-et-Loire (regio Bourgogne-Franche-Comté) en telt 115 inwoners (2009). De plaats maakt deel uit van het arrondissement Autun.

## Geografie
De oppervlakte van Saint-Martin-de-Commune bedraagt 14,9 km², de bevolkingsdichtheid is dus 7,7 inwoners per km².
De onderstaande kaart toont de ligging van Saint-Martin-de-Commune met de belangrijkste infrastructuur en aangrenzende gemeenten.

## Demografie
Onderstaande figuur toont het verloop van het inwonertal (bron: INSEE-tellingen).